# هيلين إم. وينسلو
هيلين إم. وينسلو (بالإنجليزية: Helen M. Winslow)‏ (1851، ويستفيلد في الولايات المتحدة - 1938 في الولايات المتحدة)؛ كاتِبة، صحفية، شاعرة وروائية أمريكية.